# Marceli Handelsman
Marceli Handelsman, ps. „Maciej Romański”, „Maciej Targowski”, „Józef Krzemień” (ur. 8 lipca 1882 w Warszawie, zm. 20 marca 1945 w Dora-Nordhausen) – polski prawnik i historyk żydowskiego pochodzenia, mediewista, historyk dziejów nowożytnych i najnowszych, metodolog historii, jeden z najwybitniejszych polskich historyków 1 poł. XX w.; wolnomularz. 

## Życiorys
Brat Józefa Handelsmana. Ukończył V Gimnazjum w Warszawie, następnie studiował prawo na rosyjskim Cesarskim Uniwersytecie Warszawskim, historię na uniwersytecie w Berlinie, a po wydaleniu w 1906 r. za działalność socjalistyczną kontynuował studia w Paryżu w École nationale des chartes i Collège de France, w Zurychu (doktorat pt. Napoléon et la Pologne, 1806-1807 obroniony w 1909 pod kierunkiem Gerolda Meyera von Knonau) oraz w Rapperswilu, Wiedniu i Londynie. Wykładowca historii powszechnej na Wydziale Humanistycznym Towarzystwa Kursów Naukowych w Warszawie (1912–1916).
Od 1915 r. był związany z Uniwersytetem Warszawskim, gdzie w 1919 r. uzyskał tytuł profesora zwyczajnego. W latach 1930–1931 doprowadził do utworzenia odrębnego Instytutu Historycznego na Uniwersytecie Warszawskim, którego został pierwszym dyrektorem. Pełnił funkcję dziekana Wydziału Humanistycznego UW. Jako historyk interesował się szczególnie działalnością obozu Hôtel Lambert i księcia Adama Czartoryskiego oraz dziejami Wielkiej Emigracji. W latach 1948–1950 wydano pośmiertnie niedokończoną biografię jego autorstwa pt. Adam Czartoryski (tomy 1–3). Badał średniowiecze, okres napoleoński i XIX wiek. Zajmował się także metodologią historii.
Od kwietnia do sierpnia 1918 r. był przewodniczącym Komisji Archiwalnej Tymczasowej Rady Stanu. W związku z jej pracami opracował projekt ustawy archiwalnej oraz wytyczne dotyczące kursów archiwalnych, które stały się podstawą dla stworzenia przepisów wprowadzonych potem reskryptem Rady Regencyjnej z dnia 31 lipca 1918 r. Reprezentował stronę polską (wraz ze Stefanem Ehrenkreutzem i Stanisławem Kętrzyńskim) w utworzonej dwustronnej podkomisji technicznej, mającej dokonać analizy roszczeń w stosunku do akt dotyczących ziem polskich zaliczonych do przejęcia od niemieckich instytucji archiwalnych (w tym tzw. akt popruskich) obradującej 10 i 25 września oraz 4 i 24 października 1918 r.
Był członkiem Polskiej Akademii Umiejętności oraz francuskiej Akademii Nauk Moralnych i Politycznych. W latach 1918–1939 był redaktorem „Przeglądu Historycznego”, a w latach 1918–1919 – dyrektorem Archiwum Akt Dawnych w Warszawie. W 1921 r. współtworzył Instytut Badań Narodowościowych. Był delegatem Polskiego Towarzystwa Historycznego w Międzynarodowym Komitecie Historycznym, jednym z organizatorów Międzynarodowego Kongresu Nauk Historycznych w Warszawie w 1933 r. 30 maja 1937 r. został wybrany na członka zagranicznego francuskiej Akademii Nauk Moralnych i Politycznych w miejsce zmarłego w 1936 r. Rudyarda Kiplinga.
Był zwolennikiem PPS i Józefa Piłsudskiego oraz gorącym orędownikiem współpracy polsko-francuskiej.
Latem 1920 jako ochotnik–szeregowiec walczył na wojnie z bolszewikami w szeregach 5 Pułku Piechoty Legionów. W 1921 opublikował wspomnnienia z okresu pobytu na froncie zatytułowane „W piątym pułku Legjonów: dwa miesiące ofensywy litewsko-białoruskiej” i dedykował je kolegom: Gustawowi Przychockiemu oraz Stanisławowi Szoberowi.
Krytykował antysemityzm na uczelniach, wyrażający się m.in. w próbach wprowadzenia getta ławkowego czy tzw. „paragrafu aryjskiego”, czyli wykluczenia Żydów ze stowarzyszeń naukowych i samopomocowych na uczelniach. Z powodu swoich poglądów był atakowany w prasie obozu narodowego („Gazeta Warszawska”, „Myśl Narodowa”). W marcu 1934 r. został napadnięty na dziedzińcu uniwersyteckim i uderzony w tył głowy kastetem. W związku z napadem aresztowano byłych działaczy Obozu Wielkiej Polski, między innymi Zygmunta Dziarmagę, przywódcę bojówki „Uczelnie Różne”, która następnie została podporządkowana ONR. Napad wzbudził powszechne oburzenie. Handelsman zrzekł się funkcji dziekana Wydziału Humanistycznego, ale Senat uczelni zwrócił się do niego z prośbą o wycofanie rezygnacji.
W czasie II wojny światowej ukrywał się (jego rodzina była pochodzenia żydowskiego). Mimo to uczestniczył w tajnym nauczaniu. Współpracował z Biurem Informacji i Propagandy KG AK. W maju 1944 r. w rękach kierującego wówczas BIP-em Jana Rzepeckiego znalazł się dokument (oceniony przez Grzegorza Mazura jako wytwór wywiadu NSZ), zatytułowany „Żydzi w ZWZ”. zawierający nazwiska Rzepeckiego, Gieysztora, Handelsmana i Makowieckiego. Na skutek denuncjacji Marceli Handelsman został aresztowany 14 lipca 1944 r. przez Gestapo, miesiąc po zamordowaniu innych pracowników BIP AK.
Trafił do obozu koncentracyjnego w Gross-Rosen. Następnie został przeniesiony do Dora-Mittelbau, gdzie zmarł 20 marca 1945 r. Jego symboliczny grób znajduje się na cmentarzu Powązkowskim w Warszawie (kwatera 69-4-19).
Materiały archiwalne Marcelego Handelsmana znajdują się w PAN Archiwum w Warszawie pod sygnaturą III-10.

## Uczniowie
Marceli Handelsman prowadził w okresie międzywojennym dwa seminaria: średniowieczne (tematyka głównie z okresu Merowingów i Karolingów) i XIX-wieczne (tematyka z epoki napoleońskiej). Był wychowawcą wielu pokoleń historyków takich jak: Stanisław Arnold, Aleksy Franciszek Bachulski, Halina Bachulska, Oskar Bartel, Eugeniusz Boss, Artur Eisenbach, Aleksander Gieysztor, Wincenty Gorzycki, Henryk Jabłoński, Stefan Jellenta, Stefan Kieniewicz, Aleksander Krasuski, Tadeusz Landecki, Czesław Leśniewski, Witold Łukaszewicz, Marian Małowist, Tadeusz Manteuffel, Adam Mauersberger, Anna Minkowska, Gryzelda Missalowa, Wanda Moszczeńska, Henryk Paszkiewicz, Irena Pietrzak-Pawłowska, Stanisław Płoski, Hanna Pohoska, Stefan Pomarański, Ryszard Przelaskowski, Eugeniusz Przybyszewski, Emanuel Ringelblum, Lucjan Rusjan, Marian Henryk Serejski, Jakub Szacki, Adam Szczypiorski, Ludwik Widerszal, Helena Więckowska, Janusz Woliński, Karol Zbyszewski, Mieczysław Żywczyński.

## Życie prywatne
W 1912 r. ożenił się z artystką Jadwigą Kernbaum. 

## Prace
- Kara w najdawniejszym prawodawstwie polskim (1907)[38]
- Prawo karne w statutach Kazimierza Wielkiego (1909)[39]
- Historia polskiego prawa karnego (t. 1–2, 1908–1909)
- Napoléon et la Pologne (1909)[40]
- Bignon a sprawa polska (1911)[41]
- Instrukcje i depesze rezydentów francuskich w Warszawie 1807–1813 (1914)
- Francja – Polska 1807–1813 (1914)
- Z metodyki badań feudalizmu (1917)[42]
- O metodzie publikowania najdawniejszych ksiąg sądowych w polskich (1916)[43]
- System narodowo-polityczny Coli di Rienzo (1918)
- Zagadnienia teoretyczna historii (1919)[44]
- Historyka. Zasady metodologii i teorii poznania historycznego (1921)
- Pomiędzy Prusami a Rosją (1922)
- Ideologia polityczna Towarzystwa Republikanów Polskich 1789–1807 (1924)
- Rozwój narodowości nowoczesnej (1924)[45][46][47]
- Tak zwane praeceptio 614 roku (1926)[48]
- Mickiewicz w latach 1853–1855 (1933)[49]
- Rok 1848 we Włoszech i polityka ks. Adama Czartoryskiego (1936)[50]
- Po co toczy się wojna? (1943)
- Między Wschodem a Zachodem (1943)[51]

## Ordery i odznaczenia
- Krzyż Komandorski Orderu Odrodzenia Polski (dwukrotnie: 27 listopada 1929[52], pośmiertnie, 11 lipca 1946[53])
- Krzyż Komandorski Orderu Korony Włoch (Włochy, 1934)[54]
- Krzyż Komandorski Orderu Zasługi (Węgry, 1935)[54]
- Krzyż Komandorski Orderu Legii Honorowej (Francja)[55]
- Krzyż Oficerski Orderu Legii Honorowej (Francja, 1932)[54]
- Medal Uniwersytetu w Brukseli (Belgia, 1931)[54]